# Niko Hämäläinen
Nicholas Antero Hämäläinen, detto Niko (Miami, 5 marzo 1997), è un calciatore statunitense naturalizzato finlandese, difensore dell'Haugesund.

## Biografia
Nato negli Stati Uniti da padre finlandese, ha vissuto fino ai 17 anni in territorio statunitense.

## Carriera

### Club
Cresciuto nel settore giovanile del Dallas, nel 2014 viene acquistato dal QPR. Nel 2015 trascorre due mesi in prestito al Dagenham & Redbridge.

### Nazionale
Ha giocato nelle nazionali giovanili finlandesi Under-18, Under-19 ed Under-21.
Nel 2019 ha esordito nella nazionale maggiore.

## Statistiche

### Presenze e reti nei club
Statistiche aggiornate al 21 dicembre 2021.
| Stagione        | Squadra         | Campionato      | Campionato | Campionato | Coppe nazionali | Coppe nazionali | Coppe nazionali | Coppe continentali | Coppe continentali | Coppe continentali | Altre coppe | Altre coppe | Altre coppe | Totale | Totale |
| Stagione        | Squadra         | Comp            | Pres       | Reti       | Comp            | Pres            | Reti            | Comp               | Pres               | Reti               | Comp        | Pres        | Reti        | Pres   | Reti   |
| --------------- | --------------- | --------------- | ---------- | ---------- | --------------- | --------------- | --------------- | ------------------ | ------------------ | ------------------ | ----------- | ----------- | ----------- | ------ | ------ |
| ago.-ott. 2015  | Dag & Red       | FL2             | 1          | 0          | FACup+CdL       | 0+1             | 0               | -                  | -                  | -                  | -           | -           | -           | 2      | 0      |
| 2016-2017       | QPR             | FLC             | 3          | 0          | FACup+CdL       | 0+1             | 0               | -                  | -                  | -                  | -           | -           | -           | 4      | 0      |
| 2017-2018       | QPR             | FLC             | -          | -          | FACup+CdL       | -               | -               | -                  | -                  | -                  | -           | -           | -           | -      | -      |
| 2018-feb.2019   | QPR             | FLC             | -          | -          | FACup+CdL       | 0+2             | 0+0             | -                  | -                  | -                  | -           | -           | -           | 2      | 0      |
| feb.-giu. 2019  | Los Angeles FC  | MLS             | 3          | 0          | USOC            | 0               | 0               | -                  | -                  | -                  | -           | -           | -           | 3      | 0      |
| 2019-2020       | Kilmarnock      | SP              | 28         | 0          | SC+CdL          | 3+1             | 0+0             | -                  | -                  | -                  | -           | -           | -           | 32     | 0      |
| 2020-2021       | QPR             | FLC             | 22         | 0          | FACup+CdL       | 1+0             | 0+0             | -                  | -                  | -                  | -           | -           | -           | 23     | 0      |
| Totale QPR      | Totale QPR      | Totale QPR      | 25         | 0          |                 | 4               | 0               |                    | -                  | -                  |             | -           | -           | 29     | 0      |
| mag.-dic. 2021  | LA Galaxy       | MLS             | 14         | 0          |                 | -               | -               | -                  | -                  | -                  | -           | -           | -           | 14     | 0      |
| Totale carriera | Totale carriera | Totale carriera | 71         | 0          |                 | 9               | 0               |                    | -                  | -                  |             | -           | -           | 80     | 0      |

## Palmarès

### Club

#### Competizioni nazionali
- Coppa di Lega finlandese: 1

HJK: 2023
- Campionato finlandese: 1

HJK: 2023